# Championnat de France de football 1934-1935
Navigation
1933-1934 1935-1936
Le championnat de France de football 1934-1935 est la troisième édition du championnat de France de football professionnel. 
La première division, ou « Division nationale », voit son nombre de participants passer à seize clubs. Elle est remportée par le FC Sochaux pour la première fois.

## Clubs participants
| Club                   | Depuis |
| ---------------------- | ------ |
| Olympique Alès         | 1934   |
| FC Antibes             | 1932   |
| AS Cannes              | 1932   |
| SC Fives               | 1932   |
| Olympique lillois      | 1932   |
| Olympique de Marseille | 1932   |
| SO Montpellier         | 1932   |
| FC Mulhouse            | 1934   |
| SC Nîmes               | 1932   |
| RC Paris               | 1932   |
| Red Star Olympique     | 1934   |
| Stade rennais UC       | 1932   |
| Excelsior AC Roubaix   | 1932   |
| FC Sète                | 1932   |
| FC Sochaux             | 1932   |
| RC Strasbourg          | 1934   |

| \| Olympique Alès FC Antibes AS Cannes SC Fives Olympique lillois Olympique de Marseille SO Montpellier FC Mulhouse SC Nîmes RC Paris Red Star Olympique Stade rennais UC Excelsior AC Roubaix FC Sète FC Sochaux RC Strasbourg \| Localisation des clubs engagés dans le championnat. |
| Olympique Alès FC Antibes AS Cannes SC Fives Olympique lillois Olympique de Marseille SO Montpellier FC Mulhouse SC Nîmes RC Paris Red Star Olympique Stade rennais UC Excelsior AC Roubaix FC Sète FC Sochaux RC Strasbourg                                                           |

| Olympique Alès FC Antibes AS Cannes SC Fives Olympique lillois Olympique de Marseille SO Montpellier FC Mulhouse SC Nîmes RC Paris Red Star Olympique Stade rennais UC Excelsior AC Roubaix FC Sète FC Sochaux RC Strasbourg |

## Résumé de la saison
Pendant l'intersaison, le FC Sète, tenant du titre, concède de transférer le meilleur buteur du championnat, István Lukács, à l'Olympique lillois qui a fait une offre financière « insensée » (à savoir 55 000 francs, record de l'époque). Lors de la première journée, les Sétois sont lourdement battus par un des promus, le RC Strasbourg (5-2)... qui surprend journée après journée en s'affirmant comme un prétendant au titre. 

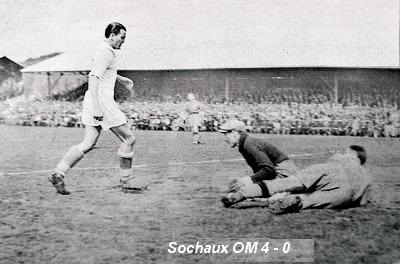
Les Sochaliens emportent le titre après une dernière victoire face à l'OM.

Le 28 octobre, devant plus de 12 000 spectateurs, dont 3 000 Alsaciens ayant effectué le déplacement dans le Doubs, Strasbourg s'impose à Sochaux (3-1). Les Alsaciens sont alors solides leaders du championnat, mais les Sochaliens réalisent une série de 17 matches consécutifs sans défaite entre le 4 novembre et le 21 avril 1935, au cours de laquelle ils prennent la tête du classement le 23 décembre. Le 24 mars, le choc retour entre les deux clubs réunit 25 112 spectateurs, dont 3 000 Sochaliens, à la Meinau ; Sochaux s'y impose 1-0. 
L'espoir des Strasbourgeois renaît pourtant en toute fin de saison à la suite d'une défaite surprise de Sochaux face à Antibes (7-3). Ce n'est qu'un accident de parcours. Le sacre sochalien a finalement lieu le 12 mai 1935 après une victoire sur l'Olympique de Marseille lors de l'ultime journée, au stade de la Forge (4-0).

## Compétition

### Résultats
| Résultats (▼dom., ►ext.)                                   | OA  | FCA  | ASC | SCF | OL  | OM  | SOM | FCM | SCN | RCP | RSO | SRUC | EACR | FCS | FCSM | RCS |
| Olympique Alès                                             |     | 2-1  | 5-1 | 2-1 | 3-1 | 1-0 | 1-1 | 2-2 | 2-4 | 7-2 | 3-2 | 3-2  | 0-3  | 3-0 | 0-5  | 1-5 |
| FC Antibes                                                 | 1-0 |      | 1-1 | 2-3 | 1-0 | 1-7 | 4-0 | 1-1 | 4-1 | 2-5 | 1-1 | 0-0  | 4-2  | 1-0 | 1-1  | 1-3 |
| AS Cannes                                                  | 6-2 | 3-1  |     | 2-0 | 1-2 | 3-0 | 7-2 | 5-0 | 1-0 | 0-2 | 6-2 | 3-0  | 5-2  | 2-0 | 0-2  | 0-1 |
| SC Fives                                                   | 1-0 | 2-1  | 1-2 |     | 2-1 | 6-3 | 1-0 | 0-2 | 3-1 | 2-1 | 6-0 | 4-1  | 0-0  | 1-2 | 0-3  | 1-3 |
| Olympique lillois                                          | 2-1 | 10-0 | 0-0 | 3-0 |     | 5-0 | 4-1 | 0-1 | 3-1 | 0-0 | 0-4 | 3-1  | 4-0  | 2-0 | 2-1  | 2-1 |
| Olympique de Marseille                                     | 3-2 | 7-2  | 2-2 | 5-1 | 3-1 |     | 4-1 | 8-3 | 2-1 | 3-2 | 4-3 | 4-1  | 2-4  | 1-1 | 1-3  | 1-1 |
| SO Montpellier                                             | 0-3 | 2-0  | 2-3 | 2-0 | 1-3 | 3-2 |     | 5-3 | 0-3 | 3-3 | 0-3 | 4-1  | 0-2  | 0-2 | 0-4  | 0-0 |
| FC Mulhouse                                                | 2-0 | 4-1  | 4-0 | 1-0 | 1-0 | 3-4 | 4-1 |     | 6-0 | 3-1 | 0-0 | 2-2  | 6-1  | 1-1 | 1-5  | 4-1 |
| SC Nîmes                                                   | 1-1 | 3-1  | 1-2 | 1-4 | 1-2 | 1-1 | 4-5 | 3-2 |     | 0-2 | 2-1 | 1-2  | 1-1  | 1-3 | 0-2  | 0-1 |
| RC Paris                                                   | 6-3 | 5-1  | 3-2 | 7-0 | 3-0 | 5-1 | 1-0 | 2-3 | 2-0 |     | 2-2 | 2-1  | 3-1  | 6-2 | 1-2  | 2-2 |
| Red Star Olympique                                         | 3-1 | 2-2  | 2-1 | 5-2 | 1-1 | 4-1 | 0-1 | 3-1 | 2-2 | 1-2 |     | 2-1  | 1-3  | 3-4 | 2-7  | 1-3 |
| Stade rennais UC                                           | 6-0 | 4-1  | 3-0 | 3-1 | 4-0 | 1-1 | 4-1 | 6-2 | 2-0 | 0-1 | 3-1 |      | 0-1  | 4-1 | 3-3  | 0-2 |
| Excelsior AC Roubaix                                       | 2-0 | 1-4  | 2-0 | 0-1 | 2-1 | 0-3 | 6-1 | 1-2 | 4-0 | 5-3 | 2-0 | 0-0  |      | 0-1 | 0-1  | 1-2 |
| FC Sète                                                    | 1-0 | 1-1  | 1-1 | 4-0 | 3-1 | 6-3 | 3-0 | 2-0 | 2-2 | 2-2 | 2-2 | 2-0  | 2-2  |     | 1-1  | 1-0 |
| FC Sochaux                                                 | 6-2 | 3-7  | 4-2 | 2-1 | 5-2 | 4-0 | 9-0 | 8-0 | 1-0 | 3-1 | 4-3 | 2-1  | 0-2  | 0-0 |      | 2-3 |
| RC Strasbourg                                              | 3-2 | 6-1  | 1-1 | 2-1 | 4-1 | 1-0 | 2-1 | 4-2 | 3-0 | 6-0 | 5-2 | 2-1  | 1-1  | 5-2 | 0-1  |     |
| - Victoire à domicile - Match nul - Victoire à l'extérieur |     |      |     |     |     |     |     |     |     |     |     |      |      |     |      |     |

### Classement final
| Rang | Équipe                   | Pts | J  | G  | N  | P  | Bp | Bc | GA    |
| ---- | ------------------------ | --- | -- | -- | -- | -- | -- | -- | ----- |
| 1    | FC Sochaux               | 48  | 30 | 22 | 4  | 4  | 94 | 36 | 2,611 |
| 2    | RC Strasbourg P          | 47  | 30 | 21 | 5  | 4  | 73 | 33 | 2,212 |
| 3    | RC Paris                 | 37  | 30 | 16 | 5  | 9  | 77 | 57 | 1,351 |
| 4    | FC Sète T                | 36  | 30 | 13 | 10 | 7  | 52 | 45 | 1,156 |
| 5    | AS Cannes                | 33  | 30 | 14 | 5  | 11 | 62 | 48 | 1,292 |
| 6    | FC Mulhouse P            | 33  | 30 | 14 | 5  | 11 | 66 | 67 | 0,985 |
| 7    | Olympique lillois        | 31  | 30 | 14 | 3  | 13 | 56 | 46 | 1,217 |
| 8    | Excelsior AC Roubaix     | 31  | 30 | 13 | 5  | 12 | 51 | 48 | 1,063 |
| 9    | Olympique de Marseille C | 31  | 30 | 13 | 5  | 12 | 76 | 72 | 1,056 |
| 10   | Stade rennais UC         | 27  | 30 | 11 | 5  | 14 | 57 | 49 | 1,163 |
| 11   | SC Fives                 | 25  | 30 | 12 | 1  | 17 | 45 | 61 | 0,738 |
| 12   | Red Star Olympique P     | 23  | 30 | 8  | 7  | 15 | 58 | 72 | 0,806 |
| 13   | Olympique Alès P         | 23  | 30 | 10 | 3  | 17 | 52 | 73 | 0,712 |
| 14   | FC Antibes               | 23  | 30 | 8  | 7  | 15 | 49 | 80 | 0,613 |
| 15   | SO Montpellier           | 17  | 30 | 7  | 3  | 20 | 37 | 86 | 0,43  |
| 16   | SC Nîmes                 | 15  | 30 | 5  | 5  | 20 | 35 | 67 | 0,522 |

Résultat
- Champion de France 1934-1935
- Vice-champion de France 1934-1935

Relégation
- 15e et 16e : relégation en Division 2

Abréviations
T : Tenant du titre

C : Vainqueur de la Coupe de France 1934-35

P : Promus de Division 2
En cas d'égalité entre deux clubs, le premier critère de départage est la moyenne de buts.

### Tableau d'honneur
Sont relégués en deuxième division : le SO Montpellier et le SC Nîmes, deux membres fondateurs du championnat, qui ont terminé la saison aux deux dernières places.
Sont promus pour la saison suivante : le CS Metz et l'US Valenciennes-Anzin, qui ont terminé aux deux premières places en deuxième division.

## Statistiques
- Meilleure attaque : FC Sochaux (94 buts en 30 matchs)
- Meilleure défense : RC Strasbourg (33 buts en 30 matchs)
- Plus mauvaise attaque : SC Nîmes (35 buts en 30 matchs)
- Plus mauvaise défense : SO Montpellier (86 buts en 30 matchs)

### Meilleurs buteurs

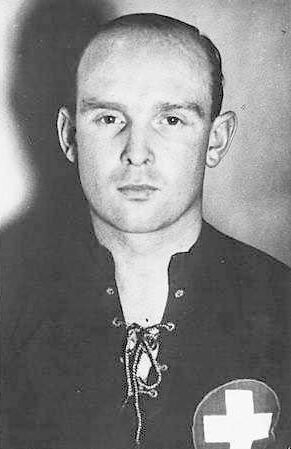
Portrait d'André Abegglen avec la sélection suisse.

Illustration de la puissance offensive des Sochaliens, le Suisse André Abegglen, recruté du Grasshopper Zurich, termine en tête du classement des buteurs avec 30 buts en 28 matchs, devant son coéquipier Roger Courtois. Les deux coéquipiers se sont livrés, en fin de saison notamment, à une concurrence féroce pour finir meilleur buteur.
| Place | Joueur         | Nationalité    | Club                   | Buts |
| ----- | -------------- | -------------- | ---------------------- | ---- |
| 1er   | André Abegglen | Suisse         | FC Sochaux             | 30   |
| 2e    | Roger Courtois | France/ Suisse | FC Sochaux             | 29   |
| 3e    | Franz Weselik  | Autriche       | FC Mulhouse            | 24   |
| 4e    | Joseph Alcazar | France         | Olympique de Marseille | 22   |
| -     | Jean Sécember  | France         | Excelsior AC Roubaix   | 22   |
| 6e    | Robert Mercier | France         | RC Paris               | 21   |
| -     | Fritz Keller   | France         | RC Strasbourg          | 21   |
| 8e    | Oskar Rohr     | Reich allemand | RC Strasbourg          | 20   |
| 9e    | André Simonyi  | France         | Olympique lillois      | 18   |
| 10e   | Guimbart       | France         | AS Cannes              | 17   |

## Effectifs
Le FC Sochaux fait appel aux joueurs suivants pendant la saison :
| Joueur                   | Nationalité        | Poste          | Matchs joués | Buts |
| ------------------------ | ------------------ | -------------- | ------------ | ---- |
| Willy Wagner             | France             | Gardien de but | 30           | 0    |
| Étienne Mattler          | France             | Défenseur      | 30           | 0    |
| Gabriel Lalloué          | France             | Défenseur      | 26           | 1    |
| André Jacquin            | France             | Défenseur      | 3            | 0    |
| Maxime Lehmann           | France/ Suisse     | Demi           | 30           | 2    |
| János Szabó              | Royaume de Hongrie | Demi           | 22           | 6    |
| Albert Gougain           | Suisse/ France     | Demi           | 19           | 1    |
| Roger Hug                | France             | Demi           | 17           | 1    |
| Conrad Ross (entraîneur) | Uruguay            | Demi           | 3            | 0    |
| Louis Finot              | France             | Ailier         | 21           | 4    |
| Leslie Miller            | Angleterre         | Ailier         | 16           | 5    |
| Bernard Williams         | Irlande            | Ailier ?       | 13           | 4    |
| Jean Sarrieux            | France             | Ailier         | 2            | 0    |
| Jean Dumas               | France             | Ailier         | 1            | 0    |
| Jean Germain             | France             | Ailier         | 1            | 0    |
| André Abegglen           | Suisse             | Inter          | 28           | 30   |
| Pedro Duhart             | Uruguay/ France    | Inter          | 22           | 8    |
| André Maschinot          | France             | Inter ?        | 17           | 2    |
| Roger Courtois           | France/ Suisse     | Avant-centre   | 27           | 29   |
| David Dziedziezak        | France             |                | 1            | 0    |
| Lucien Magnon            | France             |                | 1            | 0    |

Entraîneur :  Conrad Ross

Par ailleurs, dix-neuf joueurs tous clubs confondus disputent les 30 matchs de la saison : Wagner, Mattler et Lhemann (Sochaux), Papas, Hummel, Schaden, Keller (Strasbourg), Gabrillargues (Sète), Casy, Kumhoffer, Kaufmann, Lucien Laurent (Mulhouse), Aston, Finamore, Sós (Red Star), Dhulst (Excelsior), Windner (Lille), Meuris (Montpellier), Jean Laurent (Rennes).